# Eidsvollförfattningen

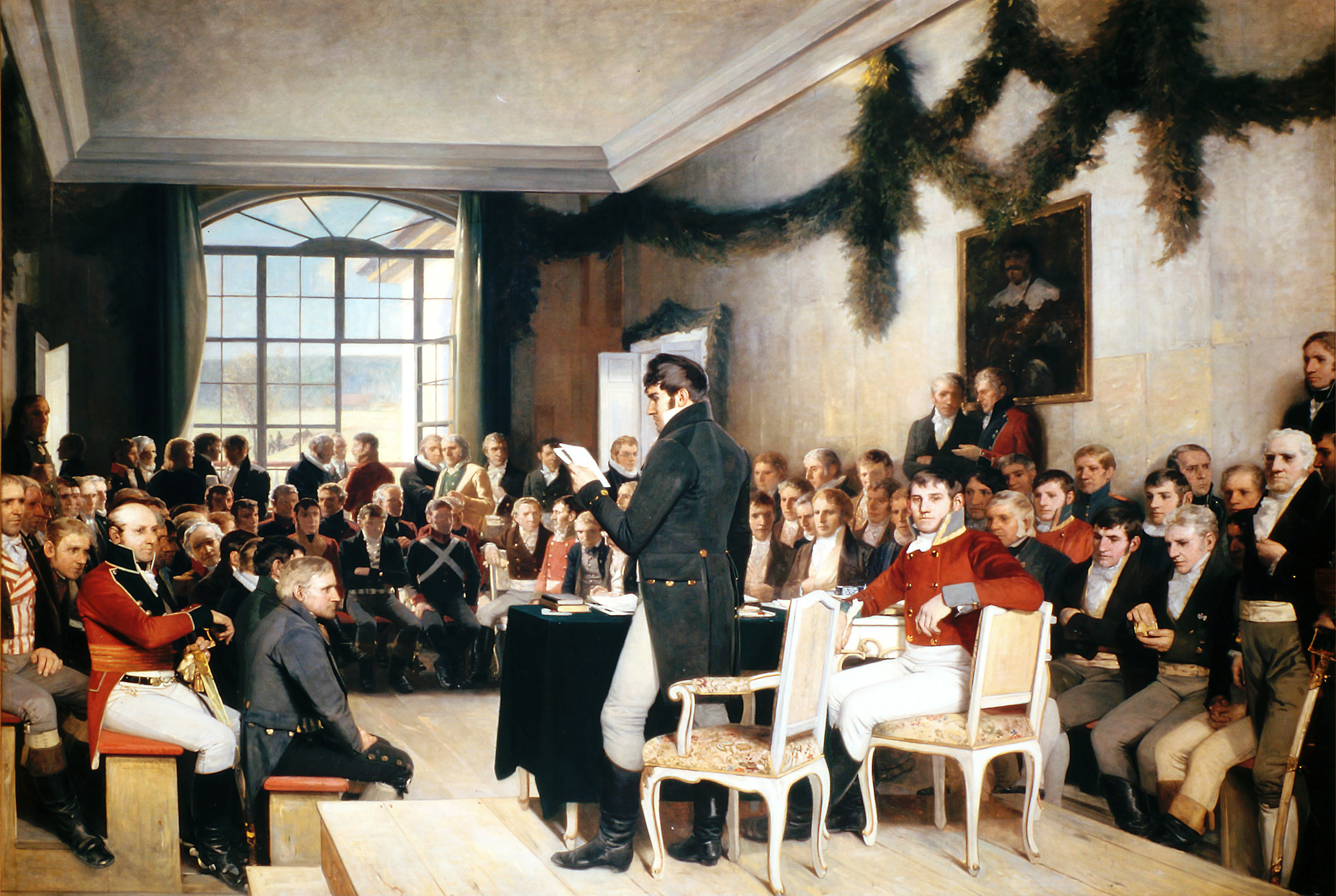
Den konstituerande församlingen i Eidsvoll 1814, målad av Oscar Wergeland.

Eidsvollförfattningen, Norges konstitution eller Norges grundlag (norska: Kongeriket Norges Grunnlov) är Norges grundlag. Den antogs först den 16 maj 1814 av den norska konstituerande församlingen på Eidsvoll Verk, cirka 50 km nordnordost om Christiania (Oslo). Den skrevs under och daterades den 17 maj. Den ansågs vara en av världens mest radikala demokratiska konstitutioner på sin tid. 17 maj är Norges nationaldag.

## Historia
Eidsvollförfattningen hämtade inspiration från USA:s självständighetsförklaring från 1776, franska revolutionen 1789, Sveriges regeringsform från 1809 och Spaniens konstitution från 1812. Den anses vara en av de mest radikala grundlagarna från den tiden.
Efter ett krig med Sverige under sommaren 1814 tvingades Norge vid konventionen i Moss i mitten av augusti in i personalunion med Sverige, så att den svensk-norska unionen bildades. I samband med detta modifierades författningen 4 november. Dessa förändringar återtogs vid unionsupplösningen 1905. År 1903 omarbetades författningen rent språkligt, utan innehållsförändringar.

## Förändringar efter den första tiden
När den norska demokratin utvecklades kom delar av författningen att bli alltmer föråldrad. Som exempel anger författningen att den verkställande makten tillkommer kungen, medan den i verkligheten kom att ligga alltmer hos regeringen. Så hade kungen ursprungligen rätt att utse regeringsmedlemmarna, som också var ansvariga endast inför honom. Efter införandet av parlamentarism på 1880-talet valdes regeringen i praktiken genom allmänna val, genom att kungen utsåg endast medlemmar av det parti eller den koalition som hade majoritet i Stortinget. Regeringen gjordes också ansvarig inför Stortinget i den meningen att den måste avgå om den förlorade i en misstroendeomröstning. Universell manlig rösträtt infördes 1898 och allmän rösträtt infördes 1913. 
Utöver dessa ändringar som verkligen förändrat politikens förutsättningar har man också gjort många andra ändringar i själva texten. 1851 strök man till exempel den populärt kallade judeparagrafen, ett förbud för judar att komma in i landet. 1897 tog man också bort ett förbud mot klosterordnar.

## Språket
Den norska grundlagen var språkligt märklig, såtillvida att den ända tills 2014 fortfarande var skriven på 1800-talsdanska. Den ansågs vara världens enda författning som inte är skriven på landets egna språk (det anses dock att Vatikanstatens författning på latin skiljer sig från det vanligen använda italienska). Bakgrunden är att danska var det enda använda skriftspråket i Norge i början av 1800-talet. Den reviderade grundlagen från november 1814 innehöll två paragrafer som skulle förhindra bruk av svenska i Norge (§33 och delar av §81). Man fruktade dessutom att ett brott med danskan skulle förstora hotet från svenskan. Det nuvarande norska skriftspråket med sina två målformer, bokmål och nynorska, utvecklades inte förrän senare. Naturligtvis har många ändringar av grundlagen skett sedan 1814 (senast år 2012). För att inte ge ett splittrat intryck skrevs även nya texter på ett synnerligen gammaldags sätt. Ordet miljø, som inte förekom i den ursprungliga versionen, stavas till exempel Milieu. Speciellt är också att landets officiella namn enligt författningen är Kongeriget Norge, medan namnet enligt Norges två målformer är Kongeriket Norge på bokmål och Kongeriket Noreg på nynorsk.
År 2014 antog Stortinget en version skriven på bokmål och en skriven på nynorsk som Norges grundlag, båda lika gällande.